# 18, Avenue de la Victoire

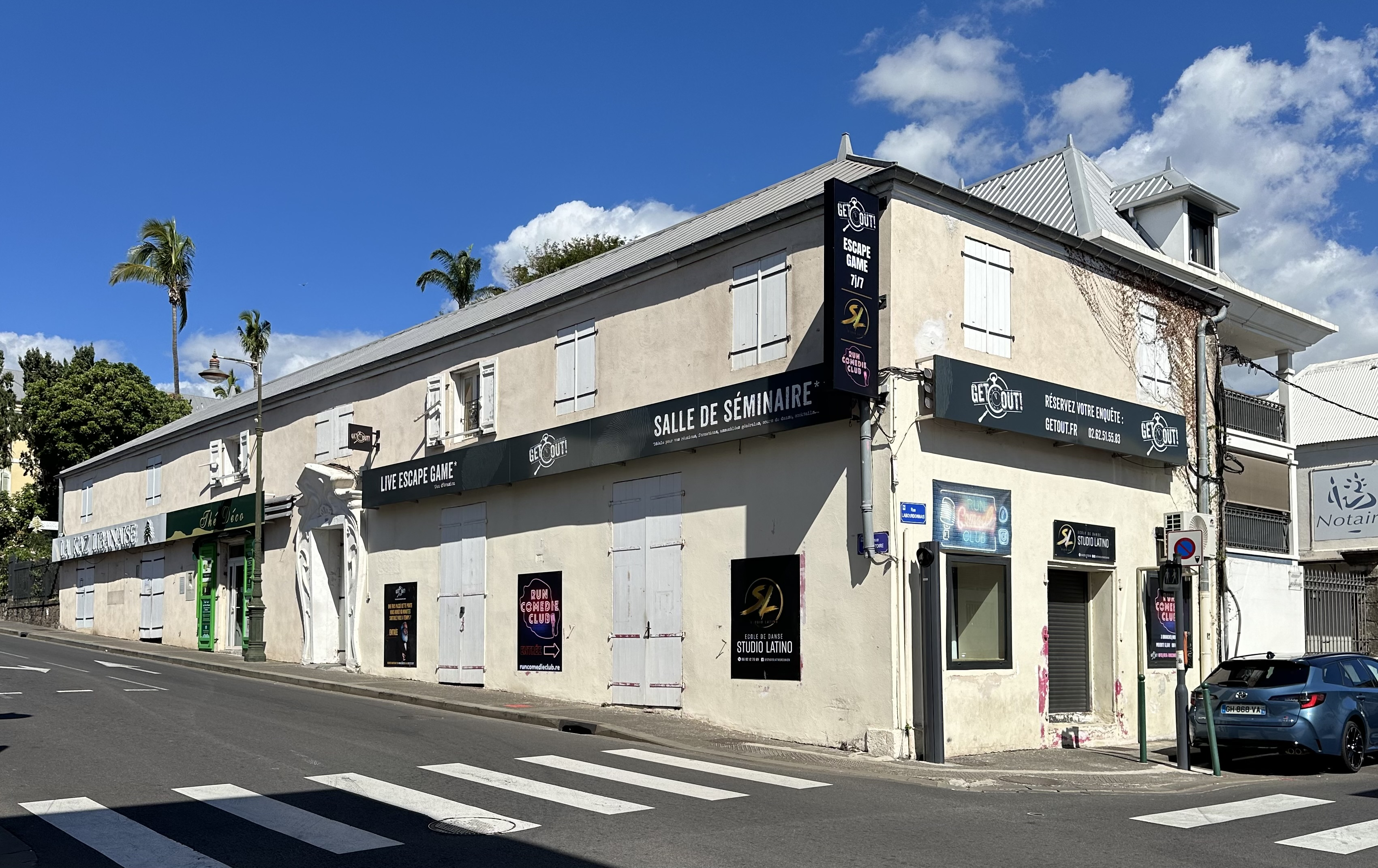
18, Avenue de la Victoire, in der Mitte links der Jugendstil-Eingang, 2024

18, Avenue de la Victoire ist ein Wohn- und Geschäftshaus in Saint-Denis auf der französischen Insel Réunion. Das Gebäude gilt als Teil des kulturellen Erbes der Insel.

## Lage
Das Gebäude befindet sich auf der Ostseite der Avenue de la Victoire an der Ecke zur nördlich einmündenden Straße Rue Labourdonnais.

## Architektur und Geschichte
Bemerkenswert an dem zweigeschossigen Gebäude ist der imposante, auf der Westseite befindliche Hauseingang, der prächtig in Formen des Jugendstils gestaltet ist. Elegante Voluten stellen beiderseits mit stilisierten Linien zwei Vögel als Flachrelief dar. Die für Réunion einzigartige Gestaltung stammt vermutlich aus der Zeit zwischen 1890 und 1900. Sie wurde wohl von Albert Dubourg veranlasst, der von 1894 bis 1920 Eigentümer des Gebäudes war. Dubourg betrieb hier eine Druckerei. In den 1920er und 1930er Jahren bestand hier ein Kino.